# Sally-Ehrlich-Straße 10

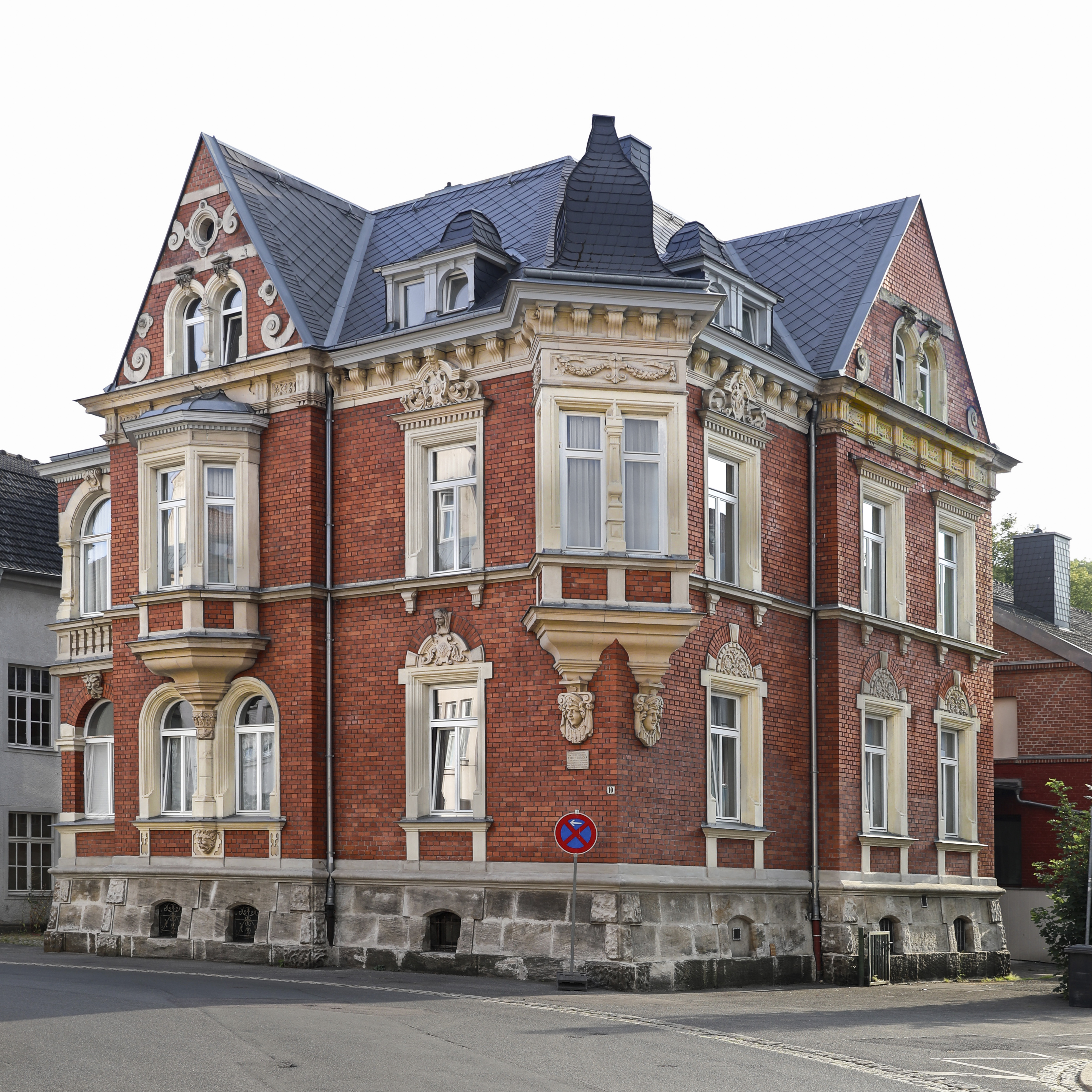
Coburg-Sally-Ehrlich-Straße10 in Coburg

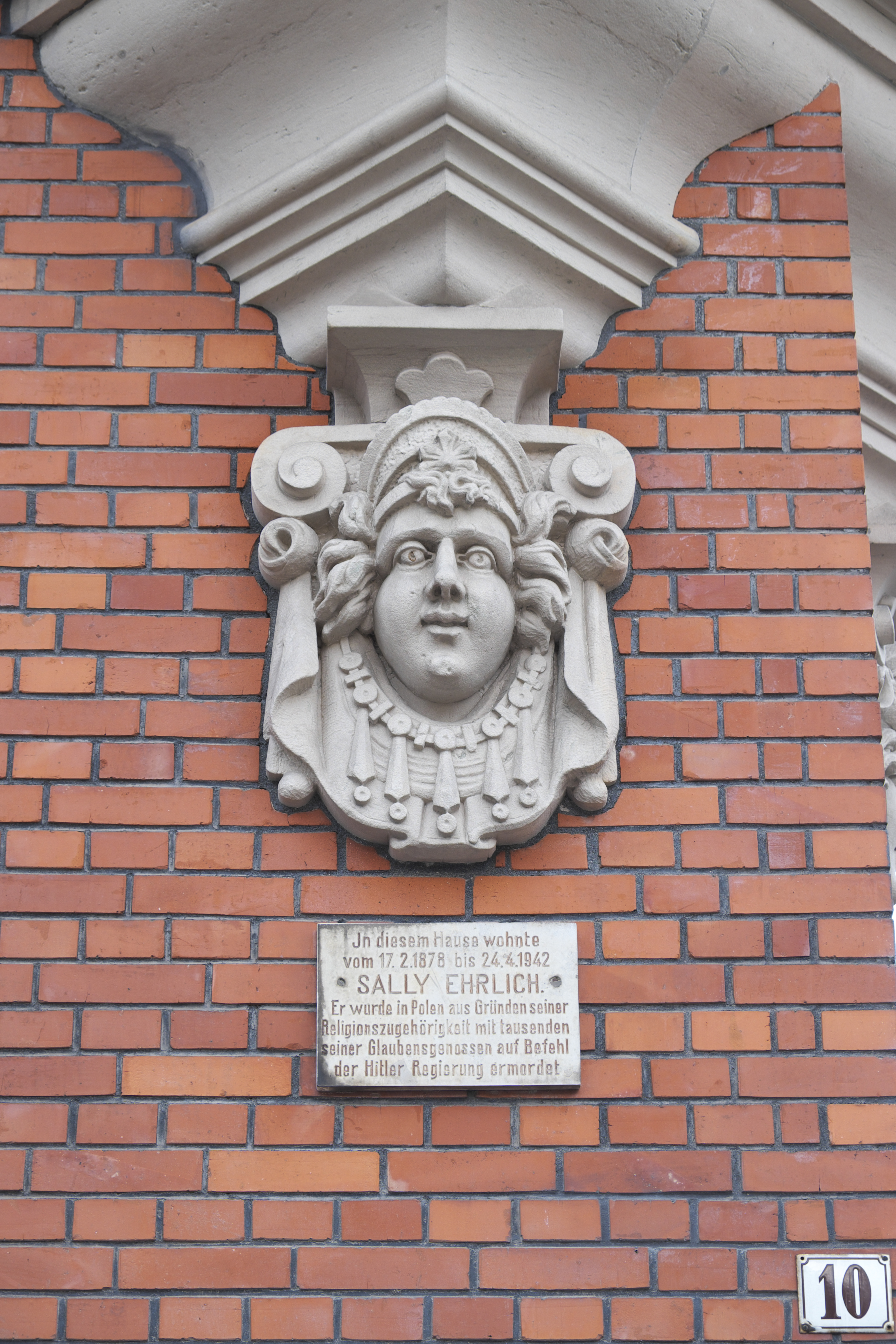
Gedenktafel

Das Haus Sally-Ehrlich-Straße 10 in der oberfränkischen Stadt Coburg ist ein villenartiges Wohngebäude im Neurenaissancestil, das 1887 errichtet wurde und als Baudenkmal in der Bayerischen Denkmalliste eingetragen ist.

## Geschichte
Der Coburger Baumeister Bernhard Brockardt errichtete das Wohnhaus 1887. Im Jahr 1913 erwarben die Brüder Hermann und Sally Ehrlich das Gebäude mit der damaligen Adresse Zinkenwehr 39 von der Brockardts Witwe Sophie.:S. 175 Die Ehrlichs waren Juden und stammten aus Römhild. Sie wollten das Anwesen für Wohnzwecke und ihre 1893 gegründete Hut- und Mützenfabrik nutzen. Im Jahr 1913 entstand ein rückwärtiger Anbau als Fabrikgebäude sowie Ausstellungs- und Lagerhalle. Ein Jahr später wurden die Dachgauben des Haupthauses verbreitert.
Die Herstellung von Hüten und Mützen endete 1927/1928, dafür wurde der Groß- und Versandhandel von Kopfbedeckungen ausgebaut. Nach dem Entzug der Gewerbescheine durch die nationalsozialistische Stadtverwaltung im Jahr 1937 musste die Firma geschlossen werden. Am 10. November 1938 folgte die Verhaftung der Brüder und am 29. November 1938 unter Auflagen der Verkauf der Liegenschaft. Hermann konnte im Mai 1939 mit seiner Familie in die USA emigrieren. Das Wohngebäude wurde 1940 ein sogenanntes Judenhaus, in das ausschließlich jüdische Mieter eingewiesen wurden. Sally Ehrlich wurde am 24. April 1942 nach Izbica bei Lublin deportiert und dort ermordet.:S. 179
Nach dem Zweiten Weltkrieg kam Sallys Neffe Carl Ehrlich als Assistent des Militärgouverneurs nach Coburg. Auf seine Initiative hin beschloss der Coburger Stadtrat 1946 einen Abschnitt des Zinkenwehrs in Sally-Ehrlich-Straße umzubenennen. Außerdem wurde eine Tafel am Haus angebracht, die an den 1878 in Römhild geborenen Sally Ehrlich erinnert.:S. 181
Im Obergeschoss der Lagerhalle wurde 1943 eine Wohnung eingebaut. Fenstererneuerungen folgten 1973 und 1985 der Anbau eines Lastenaufzuges an der Nordseite. Anfang der 2020er Jahre erfolgte der Umbau der Büro- und Lagerräume eines Händlers mit Christbaumschmuck in Wohnräume, Mitte der 2020er Jahre der Einbau von Dachgauben bei der ehemaligen Lagerhalle.

## Baubeschreibung
Das villenartige Wohn- und Geschäftshaus wurde im Stil der Neurenaissance errichtet. Das zweigeschossige Eckgebäude am Mühldamm besitzt eine aufwändig dekorierte Fassade aus Ziegel mit Sandsteingliederungen auf einem geböschten Quadersockel. Markant ist der reich dekorierte Eckerker im Obergeschoss, mit profilierten Konsolen über Frauenmaskarons und einer welschen Haube. Beidseits sind auf der Ost- beziehungsweise Westseite jeweils zweiachsige Risalite mit Zwerchgiebeln, deren Satteldächer den Knick des Mansarddaches erreichen, angeordnet. Die Ostfassade weist zusätzlich im Obergeschoss einen dreiseitigen Erker auf, dessen profilierter Fuß in einem Fensterpfeiler des Erdgeschosses endet. Die inneren Fensterrahmen sind im Erdgeschoss mit Lunetten und im Obergeschoss mit Kartuschen geschmückt. Die Südfassade besitzt einen Randrisalit mit Doppelfenstern. Das Zwerchhaus ist mit einer Zwillingsarkade wie die anderen beiden Seiten ausgeführt. An der östlichen Ecke befindet sich ein zweigeschossiger Verandaanbau mit einer Kandelaberbrüstung und Ecksäulen im Obergeschoss. Ein verkröpftes Konsolgesims der Dachtraufe bildet, außer im Bereich der Zwerchgiebel, den Übergang zum Mansarddach.